# 高辛镇
高辛镇，是中华人民共和国河南省商丘市睢阳区下辖的一个乡镇级行政单位。

## 行政区划
高辛镇下辖以下地区：
刘苇元村、江陈楼村、张陈庄村、许王庄村、潘庙村、侯庄村、张楼村、丘口村、徐庄村、杨行村、杨老家村、高辛北街村、陈平楼村、郑楼村、王付丁村、金庄村、乔庄村、后李庄村、武刘村、焦李庄村、杨岗村、斗赵庄村、梁刘庄村、高辛南街村和江集村, 前李庄村。